# Decothey
Gnago Guisso Gahuidi Decothey à l'état-civil, Decothey est un artiste et comédien de Côte d'Ivoire. Il est connu du public africain notamment dans la série télévisée Ma famille diffusée par la chaine Africable et A+.

## Filmographie
- Ma famille